# Antoni Swach
Antoni Swach (1656-1709) – franciszkanin z poznańskiego klasztoru, snycerz, stolarz, rysownik, starszy brat Adama. Wykonywał głównie prace graficzne: miedzioryty, ilustracje książkowe, zdobienia i ornamenty, rysunki i malowidła o charakterze dewocyjnym i panegirycznym.

## Dzieła
- Boczny ołtarz kolegiaty w Szamotułach (nieistniejący, zniszczony przez korniki; w kościele znajduje się współczesna kopia[1])